# Timandra piperata
Timandra piperata är en fjärilsart som beskrevs av Louis Beethoven Prout 1935. Timandra piperata ingår i släktet Timandra och familjen mätare. Inga underarter finns listade i Catalogue of Life.